# Real Moengotapoe
Real Moengotapoe is een Surinaamse voetbalclub. De club heeft het Ronnie Brunswijkstadion in Moengo als thuisbasis.
Real Moengotapoe komt uit in de Tweede Divisie van de Surinaamse Voetbal Bond (stand 2019).
De club hield tijdens de Binnenlandse Oorlog (1986-1992) vrijwel op te bestaan doordat veel inwoners in het gebied naar Frans-Guyana waren gevlucht.